# Runenschnalle von Pforzen

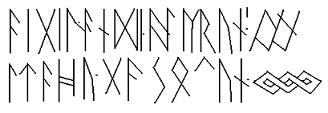
Wiedergabe der Runeninschrift auf der Gürtelschnalle

Die sogenannte Runenschnalle von Pforzen (SG-97 PFORZEN I) ist ein archäologisches Fundstück einer silbernen alemannischen Gürtelschnalle aus dem späten 6. Jahrhundert mit einer Runeninschrift, die 1992 in Pforzen im Landkreis Ostallgäu in Bayerisch-Schwaben gefunden wurde. Bei der Inschrift handelt es sich bisher um den umfangreichsten kontinentalen Runentext außerhalb Skandinaviens. Die Deutung der Inschrift in ihrer Lautung und inhaltlichen Aussage ist nicht eindeutig geklärt und Objekt abweichender Annahmen auf der Basis von Indizien.
Der Fund, dem durch die Inschrift eine hohe Bedeutung in der Sprach- und Literaturgeschichte zukommt, ist Objekt zahlreicher mediävistischer Arbeiten. Unter sprachwissenschaftlichen Aspekten gilt die Inschrift in der Forschung als ein Zeugnis der westgermanisch-voralthochdeutschen Sprache (vor der Durchführung der zweiten Lautverschiebung) mit möglichem gotischen Spracheinfluss. Unter literaturwissenschaftlichen Aspekten nach Deutung einiger Forscher durch die Nennung der Personennamen des Egil und der Ölrun aus dem Kontext der Wieland-Sagen als ein Zeugnis der historischen Entwicklung der germanischen Heldendichtung.

## Archäologischer Befund
Pforzen liegt fünf Kilometer nördlich von Kaufbeuren auf einer Niederterrasse östlich des Lechzuflusses der Wertach. Seit dem 19. Jahrhundert ist ein Reihengräberfeld am Nordostrand der Ortschaft bekannt. 1991 wurde im Rahmen von Bauarbeiten an zwei neuen Doppelhausanlagen eine archäologische Ausgrabung notwendig, in deren Verlauf in den Jahren 1991/92 und 1996 insgesamt 442 Bestattungen ergraben wurden. Die Gesamtzahl aller Grabstätten wird auf 600–700 Gräber geschätzt. Die Anlage des Friedhofes deutet auf eine in der Nähe liegende frühmittelalterliche Vorgängersiedlung der heutigen Ortschaft. Nach der Fundauswertung lässt sich die Anlegung des Friedhofes und der Siedlung ins 5. Jahrhundert datieren. Die Siedlung wird unweit einer Furt südwestlich am Mühlbach vermutet. Pforzen gilt somit für das 5. Jahrhundert als der südlichste Ausläufer der germanischen Besiedlung durch die Alemannen aus ihren nordwestlichen Siedlungssitzen des schwäbischen Raums in den Alpenvorraum der römischen Provinz Raetia secunda.
Das alemannische Grab (Nr. 239), in dem die Gürtelschnalle gefunden wurde, stammt aus dem letzten Drittel des 6. Jahrhunderts und war vermutlich das eines Kriegers aus der höheren sozialen Schicht der Siedlungsgemeinschaft. Die vollständige Bewaffnung mit einer Lanze, einem Schild, Spatha und Schmalsax sowie Beigaben zeigen die Gruppenzugehörigkeit an. Die Schnalle selbst ist vermutlich römisch-mediterraner Herkunft, möglicherweise stammt sie aus einer langobardischen oder gepidischen Werkstatt. Obwohl die Schnalle funktionell an Öse und Dorn beschädigt ist, blieb sie in Nutzung, dies zeigt für den Besitzer einen hohen materiellen oder ideellen Wert der Gürtelschnalle an.

## Inschrift
Die Schnalle enthält eine in Runen verfasste Inschrift auf ihrer Vorderseite, die nach ihrer Herstellung eingeritzt wurde.
aigil andi aïlrun [Ornament oder Binderune]
ltahu (oder elahu) gasokun
Die intensive linguistische Erforschung der Inschrift ergab, dass diese in einer Vorform des Althochdeutschen verfasst wurde, nämlich in einer Variante des (Proto-)Westgermanischen. Den aktuellen Forschungsstand (2017) hat Wolfgang Beck nach Auswertung der bis dahin publizierten Arbeiten über diese Inschrift (u. a. Edith Marold [1996, 2004] und Robert Nedoma [1999, 2004a]) so zusammengefasst: “All that can be said with any certainty is that the Pforzen inscription contains two pre-Old High German personal names in a context that cannot be further elucidated.” („Mit Sicherheit lässt sich nur sagen, dass die Pforzener Inschrift zwei voralthochdeutsche Personennamen in einem nicht näher zu bestimmenden Zusammenhang enthält.“). Dass die Sprache der Inschrift noch nicht althochdeutsch war, ist durch den o. g. Parallelfund gesichert.
Da die Inschrift offenbar im Versmaß abgefasst ist, stellt sie zugleich den bis heute ältesten überlieferten Stabreim in einer westgermanischen Sprache, genauer: in (proto-)westgermanischer Sprache, dar. Sie steht damit neben der Inschrift auf einem der Goldhörner von Gallehus als ältestem Beispiel in eines Stabreims in einer nordgermanischen Sprache (Urnordisch). Im Unterschied zu dieser Inschrift fehlt im Falle der Pforzener Inschrift aber Klarheit über die Bedeutung des kurzen Textes. Unter anderem wurde vermutet, dass es sich um ein Fragment der Wieland-Sage handelt, da der Name Egil erwähnt wird.